# 晋阳街道
晋阳街道，是中华人民共和国四川省成都市武侯区下辖的一个乡镇级行政单位。

## 行政区划
晋阳街道下辖以下地区：
金雁社区、沙堰社区、晋阳社区、吉福社区和晋吉社区。